# Кальмутье
Кальмутье́ (фр. Calmoutier) — коммуна во Франции, находится в регионе Франш-Конте. Департамент — Верхняя Сона. Входит в состав кантона Норуа-ле-Бур. Округ коммуны — Везуль.
Код INSEE коммуны — 70111.

## География
Коммуна расположена приблизительно в 320 км к юго-востоку от Парижа, в 50 км северо-восточнее Безансона, в 10 км к востоку от Везуля.
По территории коммуны протекает река Колонбина.

## Население
Население коммуны на 2010 год составляло 236 человек.
| 1962 | 1968 | 1975 | 1982 | 1990 | 1999 | 2010 |
| ---- | ---- | ---- | ---- | ---- | ---- | ---- |
| 237  | 241  | 174  | 195  | 215  | 225  | 236  |

## Экономика
В 2010 году среди 155 человек трудоспособного возраста (15—64 лет) 124 были экономически активными, 31 — неактивными (показатель активности — 80,0 %, в 1999 году было 69,7 %). Из 124 активных жителей работали 111 человек (64 мужчины и 47 женщин), безработными было 13 (5 мужчин и 8 женщин). Среди 31 неактивных 6 человек были учениками или студентами, 14 — пенсионерами, 11 были неактивными по другим причинам.

## Фотогалерея

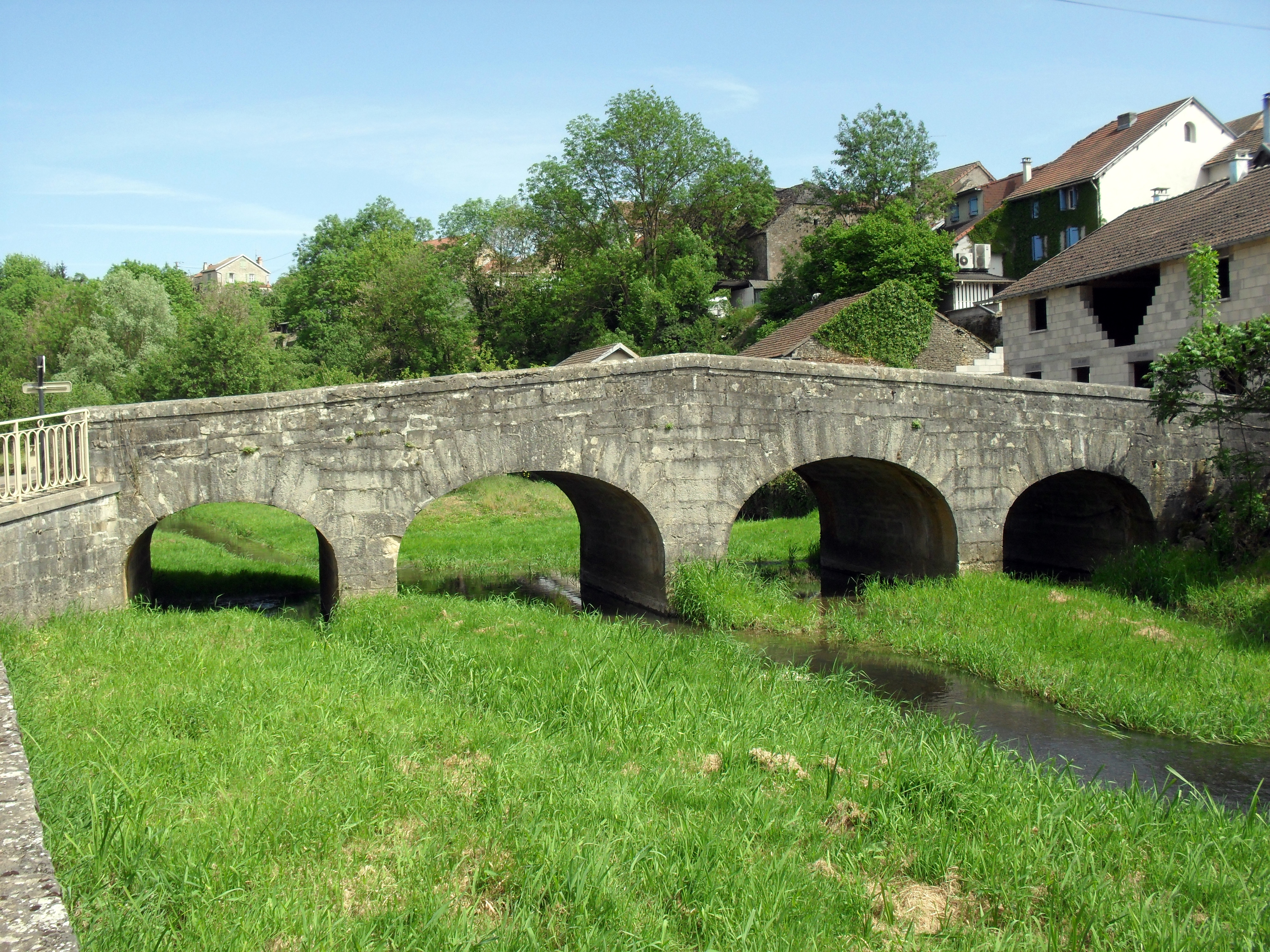
Мост через реку Колонбина
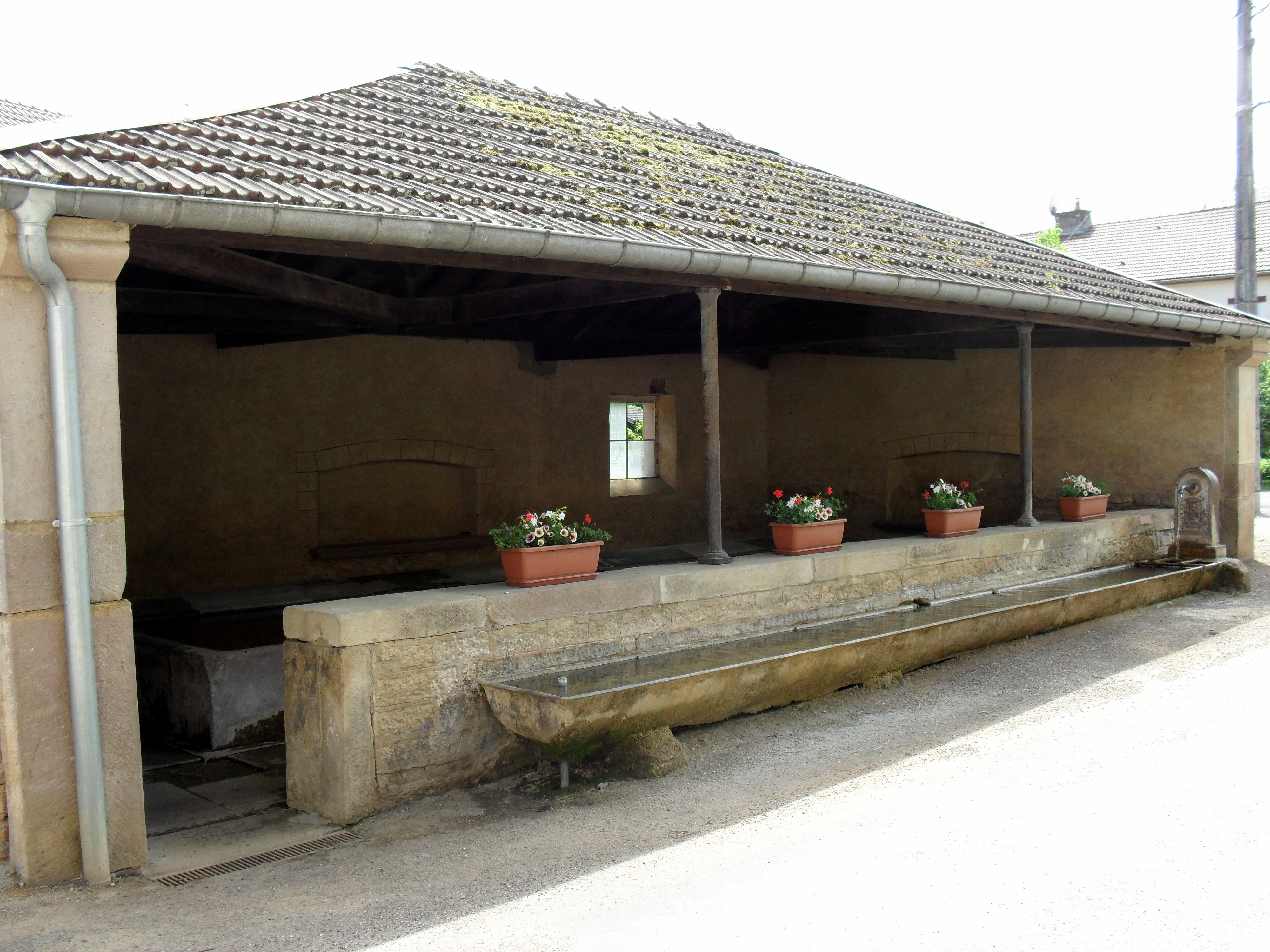
Общественная прачечная
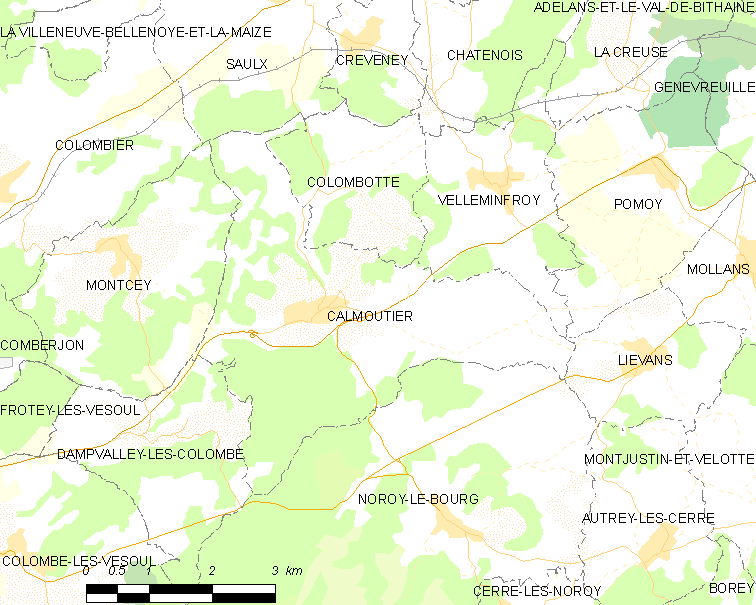
Карта коммуны